# Le Mariage de Lisa
Le Mariage de Lisa (Lisa's Wedding) est le 19e épisode de la saison 6 de la série télévisée d'animation Les Simpson.

## Synopsis
Lors d’une joute médiévale, Lisa rencontre une voyante qui lui parle des deux plus grands amours de sa vie future. Le premier est Milhouse, dont elle ne partage pas l’amour. Le second la projette en 2010 : Lisa est à Harvard depuis trois ans. Elle y rencontre Hugh Parkfield, un riche Anglais. Ils tombent fous amoureux l’un de l’autre et Hugh finit par la demander en mariage, ce que Lisa accepte. 
Après être allés à Londres pour rencontrer les parents de Hugh, Lisa et son fiancé partent à Springfield où aura lieu le mariage. En arrivant, ils découvrent que le maire Quimby est chauffeur de taxi. Lisa et Hugh arrivent chez Homer, Marge, Bart (qui détruit des immeubles) et Maggie. Durant tout le séjour, Hugh aime de moins en moins Homer. Le jour du mariage, il demande à Lisa de couper les ponts avec sa famille, du moins avec Homer. Lisa refuse et annule le mariage.